# Chrysopogon humbertianus
Chrysopogon humbertianus är en gräsart som beskrevs av Aimée Antoinette Camus. Chrysopogon humbertianus ingår i släktet Chrysopogon och familjen gräs. Inga underarter finns listade i Catalogue of Life.